# Nakiki
Nakiki SE (vormals windeln.de SE, zuvor Urban-Brand GmbH) ist eine deutsche börsennotierte Gesellschaft, die sich mit Prozessfinanzierung beschäftigt. Das Unternehmen war ehemals als Versandhändler tätig. Es betrieb Online-Shops und verkaufte dort Babyprodukte. Der größte Absatzmarkt war die Volksrepublik China.

## Geschichte
Das Unternehmen wurde im Jahr 2010 von Konstantin Urban, Alexander Brand und Dagmar Mahnel gegründet. Seit dem Börsengang am 6. Mai 2015 ist das Unternehmen im Börsenindex CDAX gelistet. Die Aktie wird im Marktsegment General Standard der Börse Frankfurt sowie an weiteren deutschen Börsen gehandelt.
2019 lag der Umsatz bei 82,3 Mio. Euro und das bereinigte EBIT belief sich auf −13,8 Mio. Euro.
Im Februar 2018 gab das Unternehmen bekannt, dass das Lager in Italien und Teile des Geschäfts in der Schweiz geschlossen werden. Im August 2018 gab das Unternehmen den Abschluss des Verkaufs der osteuropäischen Tochtergesellschaft Feedo Sp. z o.o. bekannt. Ende des vierten Quartals 2021 wurde das verlustbringende südeuropäische Bebitus-Geschäft aufgegeben.
2022 meldete das Unternehmen Insolvenz an.
2023 wurde die ehemalige windeln.de SE mittels eines Insolvenzplans von einer Investorengruppe übernommen und in Nakiki SE umbenannt. Das Unternehmen ist seitdem schuldenfrei. Die Änderungen wurden im Februar 2024 vollzogen. Es wurde eine Kapitalerhöhung durchgeführt. Die Börsennotierung bleibt erhalten.
Im März 2024 übernahm Nakiki das Frankfurter Unternehmen Legal Finance SE und beschäftigt sich seitdem mit Prozessfinanzierung.

## Geschäftsentwicklung
Nachfolgende Angaben in Mio. Euro anhand der Übersicht der Deutschen Börse:
|                  | 2017   | 2018   | 2019   | 2020   | 2021   | 2022 |
| ---------------- | ------ | ------ | ------ | ------ | ------ | ---- |
| Umsatz           | 211,90 | 104,80 | 82,30  | 76,10  | 52,10  |      |
| Jahresüberschuss | −37,90 | −37,70 | −14,60 | −13,70 | −13,50 |      |
| Eigenkapital     | 53,30  | 20,60  | 15,40  | 10,20  | 3,40   |      |